# Reprezentacja Indii w hokeju na lodzie mężczyzn
Reprezentacja Indii w hokeju na lodzie mężczyzn – drużyna reprezentująca Indie w międzynarodowych rozgrywkach w hokeju na lodzie.